# Bitwa pod Mostami
Bitwa pod Mostami – stracie polskiej 1 Dywizji Litewsko-Białoruskiej gen. Jana Rządkowskiego z sowiecką 6 Dywizją Strzelców Aleksieja Storożenki podczas lipcowej ofensywy Frontu Zachodniego Michaiła Tuchaczewskiego w trakcie wojny polsko-bolszewickiej.

## Położenie wojsk przed bitwą
W pierwszej dekadzie lipca przełamany został front polski nad Autą, a wojska Frontu Północno-Wschodniego gen. Stanisława Szeptyckiego cofały się pod naporem ofensywy Michaiła Tuchaczewskiego.
Naczelne Dowództwo nakazało powstrzymanie wojsk sowieckiego Frontu Zachodniego na linii dawnych okopów niemieckich z okresu I wojny światowej.
Sytuacja operacyjna, a szczególnie upadek Wilna i obejście pozycji polskich od północy, wymusiła jednak dalszy odwrót.
1 Armia gen. Gustawa Zygadłowicza cofała się nad Niemen, a 4 Armia nad Szczarę.
1 Dywizja Litewsko-Białoruska 21 lipca zakończyła trwający tydzień marsz odwrotowy z linii okopów niemieckich i obsadziła Niemen na odcinku 39 km od ujścia Szczary do Zaniemeńska. Jej I Brygada L-B zajęła rejon Zaniemeńska, a II Brygada L-B rozbudowała pozycje obronne w rejonie Mostów.  
Grodzieński pułk strzelców ppłk. Bronisława Bohaterewicza miał bronić odcinka rzeki od ujścia Selni do folwarku Michałówki, a punkt ciężkości skupić na brodach w Mostach. Współdziałać miał na prawym skrzydle z Nowogródzkim pułkiem strzelców, na lewo z Mińskim pułkiem strzelców.

Pułk ugrupował się następująco: 
- w pierwszym rzucie stanął I batalion porucznika Wacława Szymańskiego wzmocniony trzema kompaniami marszowymi; 
  - naprzeciw brodów obronę zajęły: 1 kompania ppor. Bolesława Wagnera oraz 4 kompania ppor. Stanisława Sobieszczańskiego, wzmocnione oddziałem karabinów maszynowych;
  - na prawym skrzydle rozwinęła się 3 kompania strzelecka, a na lewym 9 i 10 kompania marszowa;
  - w odwodzie por. Szymański pozostawił 2 kompanię strzelecką i 12 kompanię marszową;
- dowódca pułku w odwodzie posiadał II batalion.
- wsparcie artyleryjskie zapewniały 3 i 9 bateria 1 pułku artylerii polowej L-B oraz 3 bateria 13 pułku artylerii ciężkiej[6].

Zgodnie z rozkazem Naczelnego Wodza, linia Niemna i Szczary miała wyznaczyć kres polskiego odwrotu i powinna być bezwzględnie utrzymana.
Sowiecka 6 Dywizja Strzelców otrzymała zadanie sforsowania Niemna i do wieczora 22 lipca wyjścia na rubież Roś – Kukucie.

## Przebieg walki
W nocy z 21 na 22 lipca na północnym brzegu Niemna pojawiły się pierwsze sowieckie patrole, a rano ogień na pozycje polskie otworzyła artyleria 6 Dywizji Strzelców.
W południe jej siły główne podeszły do samego brzegu rzeki i zajęły dzielnice Mostów położone na północnym brzegu oraz stare okopy z okresu I wojny światowej.
Ze stanowisk w parku przy dworze w Mostach i w zaroślach na południowy wschód od kościoła, ruszyły do szturmu dwa pułki strzelców i uderzyły na 1 i 4 kompanię Grodzieńskiego pułku strzelców.
Żołnierze grodzieńskiego pułku załamali natarcie nieprzyjaciela, zadając mu przy tym duże straty. Nieudaną próbę sforsowania Niemna podjęły też skoncentrowane przy cmentarzu we wschodniej części miasteczka szwadrony sowieckiej kawalerii. 
Piechotę grodzieńskiego pułku skutecznie wspierała artyleria dywizyjna. Porucznik Brzeszczyński i podporucznik Mikołaj Pac-Pomarnacki kierowali ogniem baterii posiadając punkty obserwacyjne na pierwszej linii. Porucznik Kitkiewicz wyprowadził swoją 3/13 pac pod samo miasteczko i stąd wspierał ogniem ciężkich dział polską piechotę. 
W pierwszym dniu walki 6 Dywizja Strzelców nie wykonała rozkazu sforsowania Niemna, a jej straty wyniosły około 200–300 poległych i rannych. Straty 1 DLB wyniosły około 50 żołnierzy.
W tym czasie sowieckie 56 Dywizja Strzelców i 21 Dywizja Strzelców w swoich pasach natarcia przełamały polską obronę nad Szczarą.
W związku z takim rozwojem sytuacji, dowódca sowieckiej 3 Armii Władimir Łazariewicz nakazał 21 DS przez Piaski, Roś i Wołpę wyjść na tyły 1 DLB.
Nocą z 22 na 23 lipca po raz kolejny Sowieci zaatakowali. Tym razem, licząc na efekt zaskoczenia, nie przeprowadzono przygotowania artyleryjskiego. Zbliżające się tyraliery zostały jednak wykryte przez polskie ubezpieczenia i odparte zmasowanym ogniem broni maszynowej. 
Rano wznowiono ostrzał artyleryjski. Dzięki użyciu dwóch balonów obserwacyjnych, Sowieci uzyskali przewagę i do 9.00 obezwładnili artylerię polską, a 1. i 4 kompanii I batalionu zadali znaczne straty. 
Około 10.00 gęste tyraliery czerwonoarmistów przeszły przez oba brody na Niemnie i zaatakowały batalion por. Szymańskiego.
Atak sowiecki załamał się w połowie rzeki, a po godzinnej walce przeciwnik wycofał się na całym odcinku.
Do wieczora nieprzyjaciel nie podejmował kolejnych prób sforsowania rzeki. Jednak ogólne położenie na froncie wykluczało kontynuowanie obrony linii Niemna. 24 lipca oddziały 1 Dywizji L-B rozpoczęły odwrót

Komunikat prasowy Sztabu Generalnego z 24 lipca 1920 donosił:

Dnia 23-go b.m, przeszedł nieprzyjaciel do generalnego ataku na odcinku od Grodna do Mostów.[…]. W walkach linię Niemna opuściły nasze dywizje. […] Na wschód od Mostów dywizja litewsko-białoruska nie dopuściła nieprzyjaciela na południowy brzeg Niemna i odparła wszystkie jego ataki.

## Bilans walk

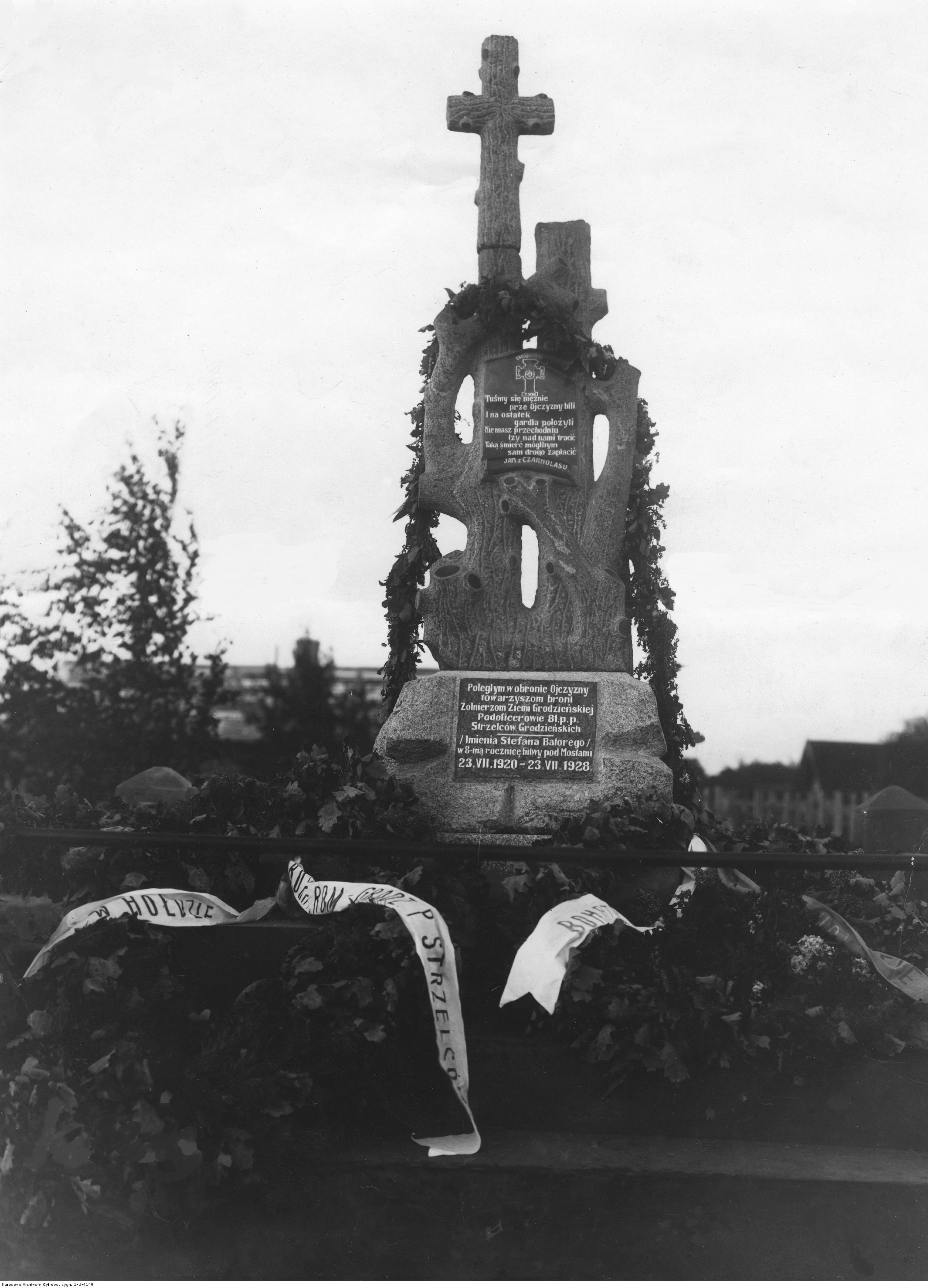
Pomnik ku czci poległych w 1920 r. żołnierzy Grodzieńskiego Pułku Strzelców w Mostach

Opór 1 Dywizji Litewsko-Bialoruskiej pod Mostami spowodował, że dowództwo sowieckiej 3 Armii musiało zmienić kierunki natarcia swoim związkom taktycznym.
Również sąsiednie 15. i 16 Armia, a także odwód frontu, 5 Dywizji Strzelców, zostały taktycznie zaangażowane w bitwie. Spowodowało to chwilowe spowolnienie ofensywy Tuchaczewskiego.
W walkach pod Mostami 1 Dywizja Litewsko-Białoruska straciła około 120 poległych i rannych. Straty 6 Dywizji Strzelców nie są znane, ale dywizja na kilka dni straciła zdolność do działań bojowych.

## Upamiętnienie
W 1928, na południowym brzegu Niemna w Mostach, stanął pomnik z napisem:
Tuśmy się mężnie prze Ojczyzny bili 
I na ostatek gardła położyli.
Nie masz, przechodniu, łzy nad nami tracić,
Taką śmierć mógłbym sam drogo zapłacić.
Jan z Czarnolasu
Poległym w obronie Ojczyzny towarzyszom broni, żołnierzom Ziemi Grodzieńskiej, podoficerowie 81 p. Strzelców Grodzieńskich im. Stefana Batorego, w 8 rocznicę bitwy pod Mostami, 23.VII.1920 – 23.VII.1928.